# Pont du Roi (Garonne)
Cet article concerne le pont sur la Garonne en Espagne. Pour les articles homonymes, voir Pont du Roi (homonymie).
Le pont du Roi, pont de Rei en catalan et Pònt deth Rei en aranais, est un pont et un passage frontalier sur la Garonne qui relie le val d'Aran en Espagne au département de la Haute-Garonne en France.

## Géographie
Le vieux et étroit pont en maçonnerie bâti à la perpendiculaire de la Garonne se situe intégralement en Espagne, la frontière française se trouvant à une trentaine de mètres au niveau du Rieu Argellé.
Le nouveau pont routier immédiatement en aval, plus large et en biais, relie la rive gauche espagnole en amont à la rive droite française en aval.
Le pont du Roi relie la route N-230 côté espagnol à la route nationale 125 côté français.

## Histoire

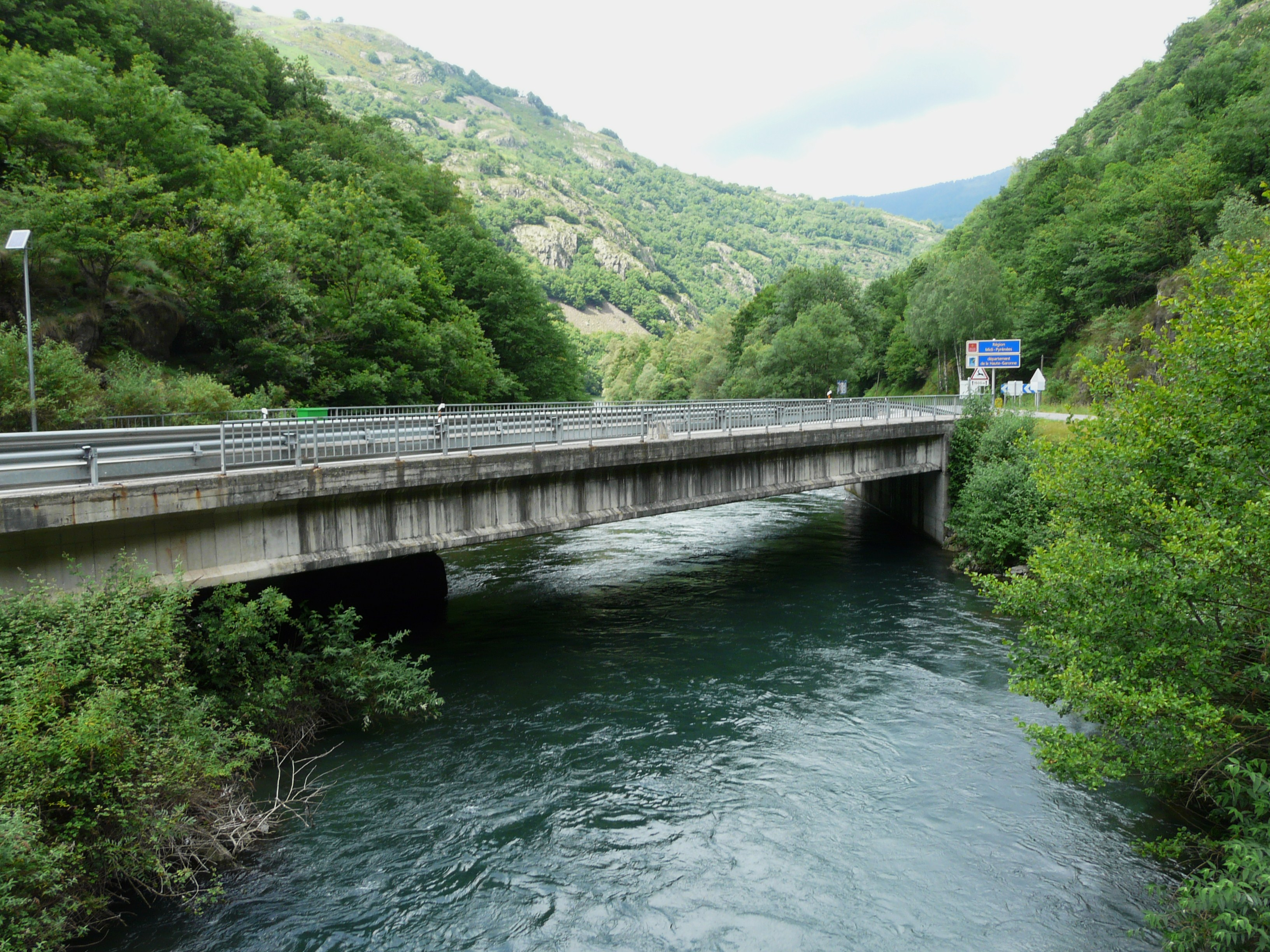
Le nouveau pont du Roi.

En 1513, le Serment du plan d'Arrem (Fos) fut signé près du Pont du Roi sous l'impulsion des monarchies française et espagnole, le roi espagnol, à cette époque était Ferdinand le Catholique et le roi français Louis XII. Ce traité a été signé pour garantir le libre passage et l'échange de marchandises entre les vallées de part et d'autre de la frontière,.
Le passage frontalier a été utilisé par de nombreux réfugiés espagnols fuyant vers la France pendant la guerre civile espagnole (1936-1939).
Pendant la Seconde Guerre mondiale (1939-1944), le pont du Roi a été utilisé par de nombreux Juifs fuyant la persécution dans laquelle ils étaient soumis par l'Europe occupée par les Allemands, le poste douanier de Pont de Rei est devenu le point d'entrée pour ceux qui voulaient entrer en Espagne avec les papiers en règle. À partir de 1940, les pressions allemandes rendent impossible l'admission des personnes munies d'un visa d'entrée, désormais l'entrée doit se faire par les cols,.
En 1944, le pont du Roi fut le point d'entrée et de retrait des forces anti-franquistes (Maquis) lors de l'invasion ratée du Val d'Aran.